# Крюковский мост
Крюковский мост — совмещенный двухъярусный автомобильно-железнодорожный разводной мост через реку Днепр в Кременчуге, соединяющий правобережную часть города, Крюков, с левобережной. Через мост проходят две автодороги государственного значения: Борисполь — Днепр — Запорожье и Полтава — Александрия. За сутки по мосту проезжает до 3000 грузовых автомобилей. Железная дорога имеет одну колею, электрифицированную переменным током.

## История

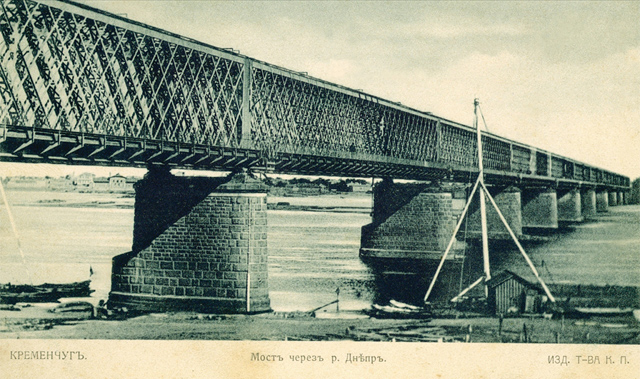
Первый мост, уничтоженный во время Великой Отечественной войны

В 1870 году Южная железная дорога подошла к городу с двух сторон: Харьков — Кременчуг и Елизаветград — Крюков. В связи с этим, по проекту инженер-полковника Аманда Струве в Кременчуге был построен первый мост. Открытие моста состоялось 25 марта 1872 года.
В годы Великой Отечественной войны (21 июля 1941) мост был разрушен немецкими войсками.
В 1942 г. ниже по течению был сооружён деревянный автомобильный мост, которому было присвоено имя генерал-фельдмаршала фон Рундштедта. Мост сгорел при отступлении немецких войск в 1943 г.
12 января 1944, всего за 32 дня, Крюковский мост был временно восстановлен.
В 1945 году «Трансмостпроект» начал работу над созданием проекта восстановления моста. По новому проекту мост восстанавливался на дореволюционных быках, но становился двухъярусным. По сравнению со старым мостом увеличивалась его длина за счет увеличения спусков.
Работы по восстановлению моста велись с 1947 по 1949 годы.
Сначала расчистили русло Днепра, разобрали металлические сооружения старого моста, который был частично разрушен в годы войны: 8 пролетов остались целыми и только 3 подорваны. Однако руководство решило построить новый, двухъярусный, переезд. Старый мост разрезали на металлолом, а подводные сооружения оставили те же, хотя они и построены ещё в 1872 г., но до сих пор эксперты признали их очень прочными и способными выдержать большую нагрузку.
Мост был сдан в эксплуатацию 21 декабря 1949 года, в честь дня рождения Сталина.
В 1988 году был проведён капитальный ремонт моста.